# Phacelia demissa
Phacelia demissa är en strävbladig växtart som beskrevs av Asa Gray. Phacelia demissa ingår i Faceliasläktet som ingår i familjen strävbladiga växter. Utöver nominatformen finns också underarten P. d. minor.